# Liste von Persönlichkeiten aus Ramponio Verna
Diese Liste enthält in Ramponio Verna geborene Persönlichkeiten und solche, die in Ramponio Verna ihren Wirkungskreis hatten, ohne dort geboren zu sein. Die Liste erhebt keinen Anspruch auf Vollständigkeit.

## Persönlichkeiten
- Künstlerfamilie Antelami
- Benedetto Antelami (* um 1150 in Ramponio Verna?; † um 1233 in Mailand), Bildhauer in Parma und Vercelli
- Martino Antelami (* um 1150 in Ramponio; † um 1220 in Genua), Baumeister[1]
- Ottobono Antelami (* um 1150 in Ramponio; † um 1220 in Genua), Baumeister[2]
- Pietro Papino (* um 1270 in Verna; † nach 1296 in Genua), Sohn von Johannis de Quiliano Bildhauer[3]
- Cristoforo da Ramponio (* um 1400 in Ramponio; † nach 1460 in Genua ?), Sohn von Marco, Bildhauer in Genua[4]

- Künstlerfamilie Bertoletti
  - Andrea Bertoletti senior (* um 1540 in Verna; † um 1596 in Salzburg), Maler, Zeichner Architekt, Festungsbaumeister, kaiserlicher Baumeister, Hofarchitekt, Baupolier[5]
  - Giovanni Bertoletti (* um 1550 in Verna; † 1613 ebenda), Baumeister, Steinmetz in Graz; 1606–1613 baute er zusammen mit Vincenzo de Verda aus Gandria das Äussere Paulustor in Graz, das einzige, das von der Stadtbefestigung aus der Renaissance-Zeit noch erhalten ist. Nach seinem Tod stellte es 1618 Bartolomeo Bosia aus Mendrisio fertig.[6]
  - Sebastiano Bertoletti (* um 1620 in Verna; † nach 1672 in Eisenstadt), Architekt[7]
  - Andrea Bertoletti junior (* 1640 in Verna; † nach 1671 in Wien?), Stuckateur. Er schuf um 1667–1671 in der Schottenkirche (Wien) in Wien die Stuckdekorationen im Chorgewölbe, im Querschiff, am Triumphbogen und in den Seitenkapellen.[8]
  - Giovanni Rocco Bertoletti (* um 1650 in Verna; † nach 1683 in Mariazell), Stuckateur[9]

- Künstlerfamilie Orsolino[10]
  - Giovanni Pietro Orsolino (* um 1535 in Ramponio; † nach 1561 ebenda), Baumeister schuf am Palazzo Pantaleo Spinola in Genua[11]
  - Giovanni Orsolino (* um 1540 in Ramponio; † nach 1599 ebenda), Bildhauer in Genua[12]
  - Antonio Orsolino (* um 1550 in Ramponio; † nach 1630 ebenda), Sohn des Giovanni, Architekt, er arbeitete im Salzburger Dom und in Trient (Grabkapelle der Familie Lodron) unter dem Architekten Santino Solari aus Verna.[10]
  - Giovanni Battista Orsolino (* um 1553 in Ramponio; † nach 1625 in Genua), Vater von Giovanni, Bildhauer in Arles und Genua[13][14]
  - Giovanni Orsolino (* 1578 in Ramponio; † 1660 ebenda), Sohn des Giovanni Battista, Bildhauer und Dekorateur, er hatte eine Werkstatt in Genua.[10][15]
  - Tommaso Orsolino (* um 1587 in Genua; † 12. Mai 1675 in Genua), Sohn des Antonio, Bildhauer[16][10]
  - Cristoforo Orsolino (* um 1593 in Ramponio; † 1637 in Genua), Sohn des Battista, Bildhauer
  - Carlo Antonio Orsolino (* um 1600 in Ramponio; † 1658 in Genua), Sohn des Giovanni, Architekturmaler
  - Andrea Orsolini (* um 1600 in Ramponio; † nach 1631 ebenda ?), Stuckateur am Salzburger Dom[17]
  - Giovanni Battista Orsolino (* um 1605 ? in Ramponio; † 1638 in Rechnitz), Architekt
  - Giovanni Tomaso Orsolino (* um 1636 in Ramponio; † 1716 in Genua), Sohn des Giovanni Battista, Neffe von Tomaso, Bildhauer
  - Domenico Orsolino (* um 1637 in Ramponio; † nach 1697 in Bad Waltersdorf), Baumeister[18]
  - Gaetano Orsolino (* um 1770 in Ramponio; † nach 1734 ebenda ?), Bildhauer in Genua[19]

- Künstlerfamilie Solari
  - Pietro Solari (* um 1530 in Verna; † 1592 oder davor, in Kaisersteinbruch), Bruder von Antonio, Bildhauer und Steinmetzmeister in Wiener Neustadt, Kaisersteinbruch und Wien
  - Antonio Solari (* um 1540 in Verna; † nach 1660 ebenda ?), Steimetz in Kaisersteinbruch[20]
  - Santino Solari (* 1576 in Verna; † 10. April 1646 in Salzburg), Baumeister, Architekt des Salzburger Dom, Bildhauer in Seckau, Hellbrunn und Salzburg
  - Ignazio Solari (* um 1600 in Verna; um 1650 ebenda ?), Sohn des Santino, Maler in Salzburg[21]
  - Antonio Solari (* um 1620 in Graz; † 18. Mai 1672 ebenda) (Herkunftsort Verna), Architekt in Graz
  - Pietro Solari (* 9. November 1687 in Verna; † nach 1752 ebenda), Stuckmarmor Arbeiter tätig in Lugano, Cimalmotto der Gemeinde Campo (Vallemaggia), Gerra Gambarogno, Origlio, einer der Begründer der Scagliola-Technik, eine Art Stuckmarmor, die im 18. und 19. Jahrhundert vor allem in der Lombardei, im Piemont und im Kanton Tessin sehr beliebt war.[22][23][24][25]
  - Francesco Solari (* 1707 in Verna; † 1769 ebenda), Künstler, Stuckateur tätig im Kanton Tessin und Piemont, schuf Scagliola-Altarfronten mit Intarsien.[26]

- Künstlerfamilie Valnegro[27]
  - Pietro Valnegro (* in Verna; † 25. März 1639 in Graz), Hofbaumeister, Architekt.
- Pietro Bosio (* um 1560 in Ramponio; † nach 1609 in Eppan), Architekt. Er signierte 1609 die Orgelempore der Kirche Sankt Pauls in Eppan/Appiano südlich von Bozen.[28][29]
- Giovanni Battista Carlone (* um 1580 in Ramponio-Verna; † 28. Dezember 1645 in Wien), Baumeister und Architekt[30]

- Familie della Torre
  - Bartolomeo della Torre (* um 1590 in Ramponio; † 1658 in Győr), Architekt und Baumeister
  - Francesco della Torre (* 1627 in Ramponio; † 28. September 1687 in Prag), königlich Prager Hofsteinmetzmeister, Bildhauer unter König Leopold I. von Böhmen in Kaisersteinbruch
  - Giovanni Pietro della Torre (* 1660 in Böhmen; † 28. Februar 1711 in Prag), königlicher Hofsteinmetzmeister in Prag, Bildhauer des Barocks in Kaisersteinbruch.

- Giuseppe Passerini (* um 1600 in Ramponio; † nach 1631 ebenda), Künstler, Stuckateur tätig im Salzburger Dom[31]
- Carlo Stefano Pellone (* um 1610 in Ramponio; † vor 1666 ebenda), Sohn von Rocco, Künstler, Bildhauer und Maler in Genua[32]
- Giovanni Battista Passerini senior (* um 1620 in Ramponio; † 1678 in Prag), Bau- und Steinmetzmeister, 1653 mit Francesco della Torre von Kaisersteinbruch nach Prag.[33]
- Giovanni Battista Passerini (* 1658 in Böhmen; † 9. Juni 1710 in Kaisersteinbruch, Ungarn, heute Burgenland), italienischer Steinmetzmeister und Bildhauer des Barocks

- Familie Rava/Rapa
  - Andrea Rapa (* um 1600 in Ramponio; † nach 1631 ebenda ?), Stuckateur in Salzburg und in Vallagarina[34]
  - Giovanni Battista Rapa (* um 1603 in Ramponio; † nach 1631 ebenda ?), Stuckateur in Salzburg und in Vallagarina[35]
  - Bartolomeo Rava (* um 1630 in Ramponio; † nach 1663 ebenda ?), Baumeister in Udine[36]
  - Gaetano Rava (* um 1675 in Ramponio; † nach 1749 ebenda), Künstler, Stuckateur tätig in der ersten Hälfte des 18. Jahrhunderts in Piemont und im Kanton Tessin.[37][38]
  - Giovan Battista Rava (* 1680 in Ramponio; † 1748 ebenda), Künstler, Stuckateur tätig im Kanton Tessin, Piemont und Kanton Wallis, schuf Altarvorderseiten aus eingelegtem Scagliola.
- Carlo Giuseppe Massoni (* um 1680 in Verna ?; † nach 1715 ebenda ?), Bildhauer in Turin[39]

- Pietro Gauli (* 6. Juni 1916 in Mailand; † 4. Januar 2012), Maler, Bühnenbildner und Keramiker.